# Vale Real
Vale Real est une municipalité brésilienne située dans l'État du Rio Grande do Sul.